# Hüngütlü
Hüngütlü è un comune dell'Azerbaigian situato nel distretto di Göyçay.